# Conchylodes
Conchylodes és un gènere d'arnes de la família Crambidae.

## Taxonomia
- Conchylodes aquaticalis (Guenée, 1854)
- Conchylodes arcifera Hampson, 1912
- Conchylodes bryophilalis Hampson, 1899
- Conchylodes concinnalis
- Conchylodes diphteralis (Geyer in Hübner, 1832
- Conchylodes erinalis (Walker, 1859)
- Conchylodes gammaphora Hampson, 1912
- Conchylodes hebraealis
- Conchylodes hedonialis (Walker, 1859)
- Conchylodes intricata Hampson, 1912
- Conchylodes nissenalis
- Conchylodes nolckenialis Snellen, 1875
- Conchylodes ovulalis (Guenée, 1854)
- Conchylodes platinalis (Guenée, 1854)
- Conchylodes salamisalis Druce, 1895
- Conchylodes stictiperalis Hampson, 1912
- Conchylodes terminipuncta Hampson, 1912
- Conchylodes vincentalis Schaus, 1924
- Conchylodes zebra (Sepp, 1850)